# Đồ gốm Nhữ

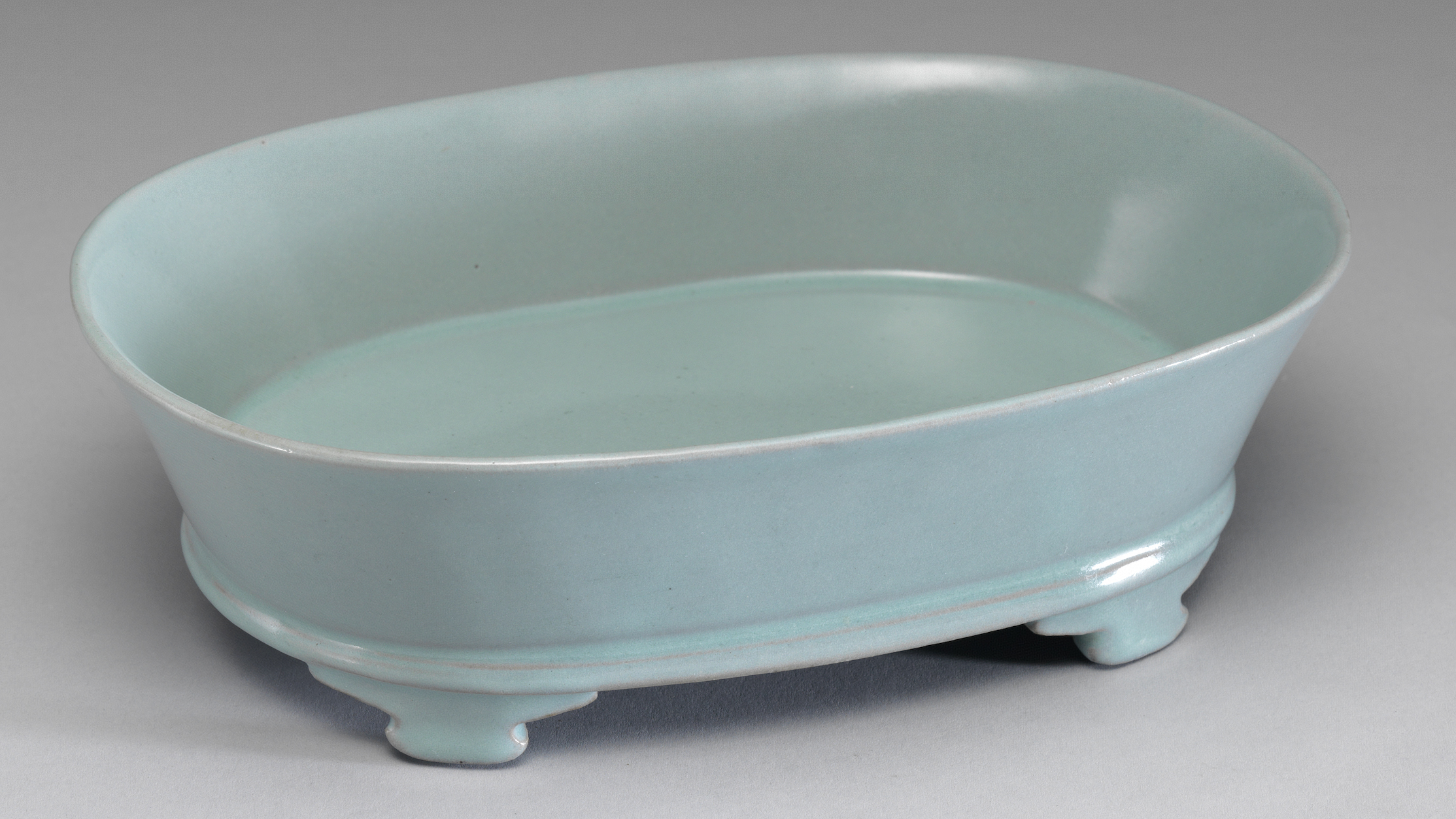
Chậu thủy tiên với men màu xanh lục ánh lam sáng, Bảo tàng Cố cung Quốc gia, Đài Loan.

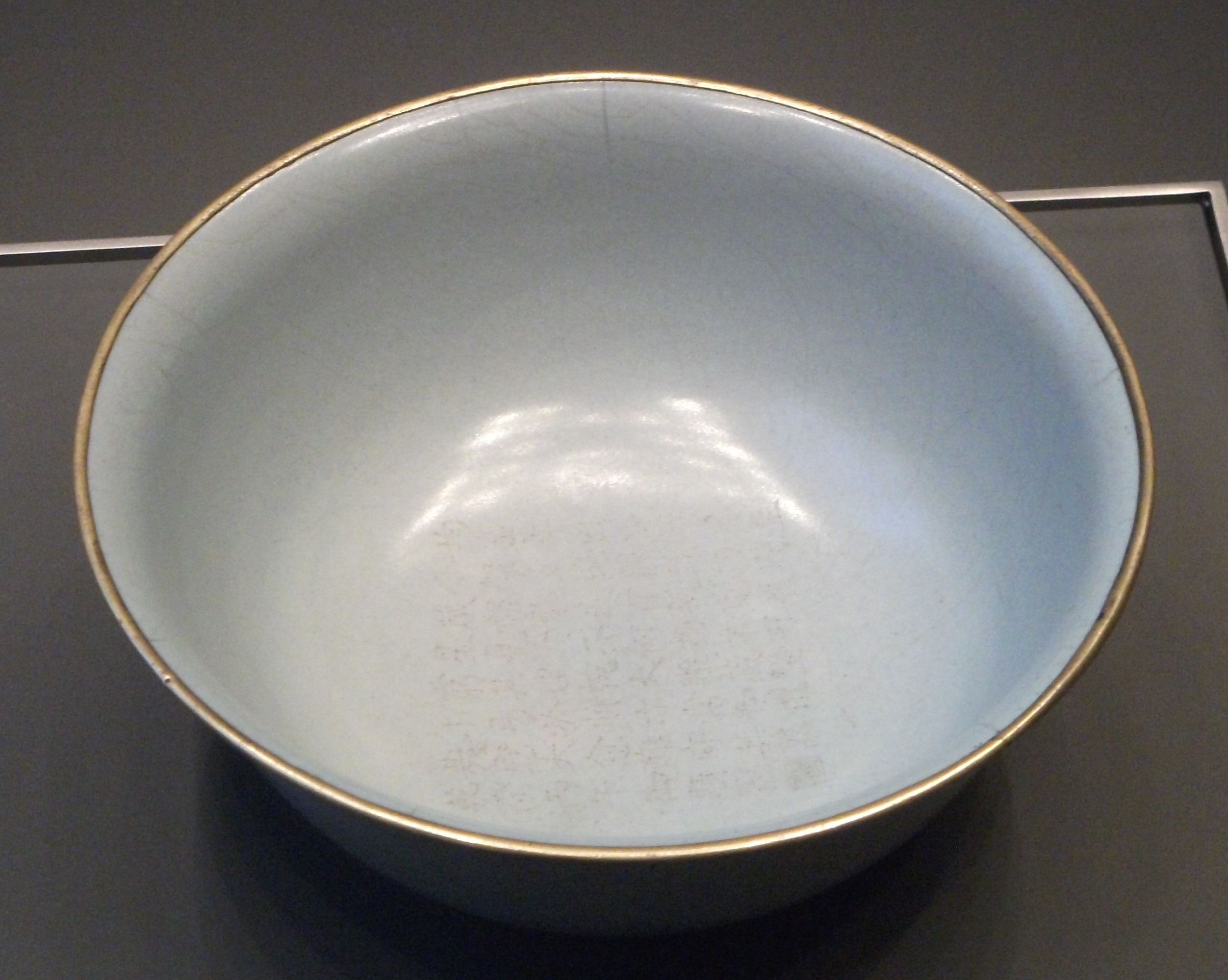
Bát gốm Nhữ với gờ miệng kim loại, Bảo tàng Anh.

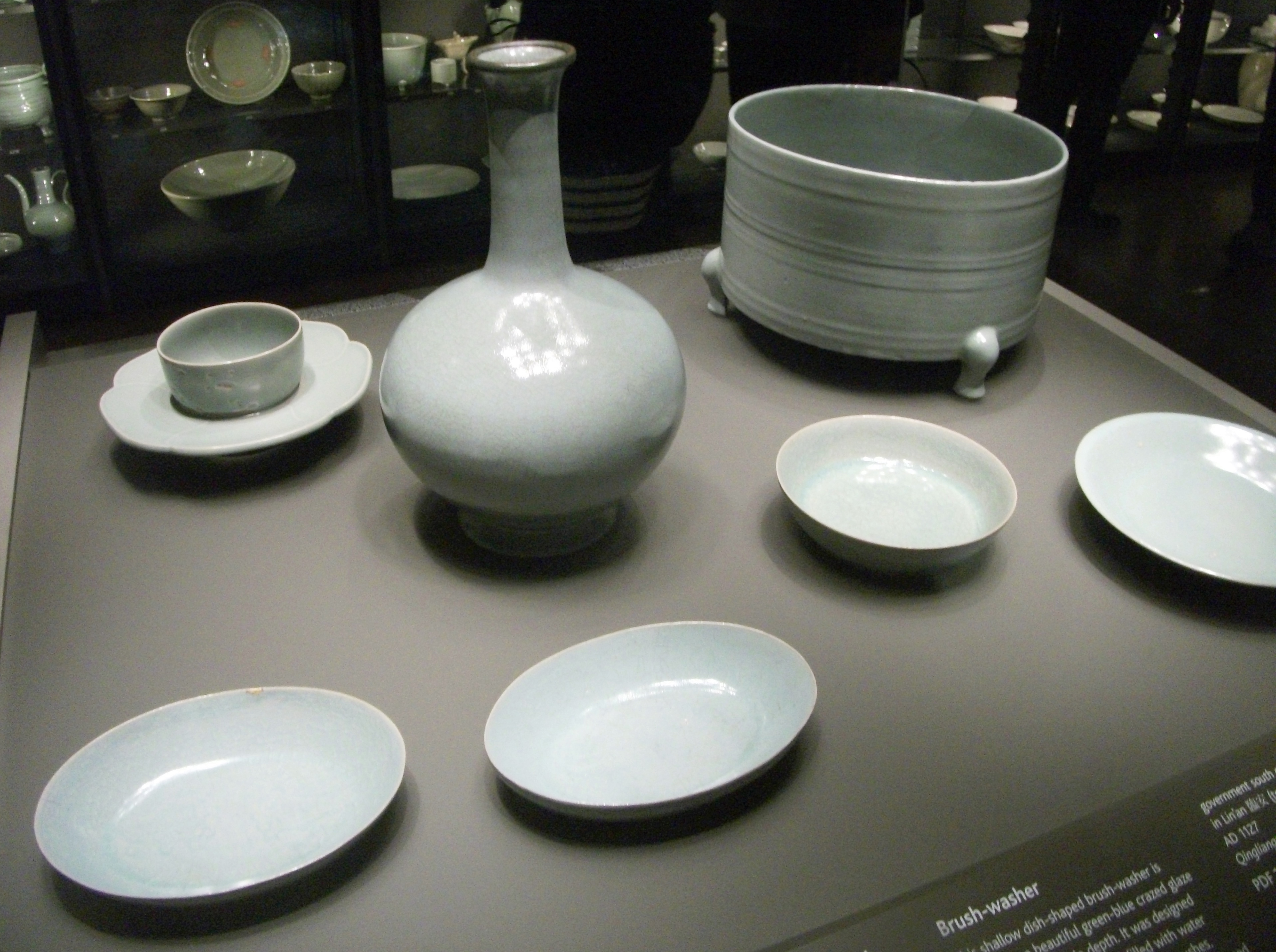
Nhóm đồ gốm Nhữ trong bộ sưu tập Percival David.

Đồ gốm Nhữ hay Nhữ diêu (汝窯) là một loại đồ gốm Trung Quốc nổi tiếng và rất hiếm, được sản xuất dưới thời nhà Tống, với loại Nhữ quan diêu (汝官窯) được sản xuất cho triều đình trong một khoảng thời gian ngắn khoảng 20-40 năm xung quanh năm 1100. Hiện nay  tồn tại chưa tới 100 hiện vật hoàn hảo, mặc dù có những hiện vật mô phỏng muộn hơn không hoàn toàn trùng khớp với các hiện vật gốc. Phần lớn các hiện vật có màu men lam "trứng ngỗng" nhạt khác biệt, giống như "màu thiên thanh trong khoảng trống giữa các đám mây sau cơn mưa" (雨過天青雲破處) theo các học giả nghiên cứu gốm sứ cổ. (Mô tả này cũng có thể được áp dụng cho loại đồ gốm thậm chí còn hiếm hơn và có lẽ chỉ là huyền thoại, là đồ gốm Sài (柴窯, Sài diêu) trong thế kỷ 10,) và nói chung không được trang trí, dù màu sắc của chúng thay đổi và đạt tới mức như màu xanh lục men ngọc. Các hiện vật bao gồm đĩa, có lẽ được dùng để rửa bút, cốc, chén, bát, tráp, hộp, bình rượu, chậu, chậu thủy tiên, các loại bình nhỏ và lư hương. Chúng có thể được coi là một dạng cụ thể của đồ gốm men ngọc.
Đồ gốm Nhữ là một trong Ngũ đại danh diêu được các học giả Trung Quốc sau này ghi nhận. Các vật gốm này được dành cho triều đình, theo Chu Huy (1126-1198) thời Nam Tống thì triều đình cấm nung đồ gốm Nhữ trong dân chúng, và chỉ những gì hoàng cung từ chối mới được bán ra bên ngoài. Chu Huy cũng viết rằng men của đồ gốm Nhữ có chứa mã não, và khi các địa điểm lò nung được xác định vị trí trong những thập niên gần đây, chúng thực sự rất gần với địa điểm khai thác mã não, chủ yếu bao gồm silica, một thành phần thông thường của men gốm. Tuy nhiên, hiện nay các chuyên gia đã giảm trừ bất kỳ ảnh hưởng nào của mã não trong việc đạt được màu men gốm Nhữ. Màu ánh lam có thể là do sắt oxit hòa tan với lượng rất nhỏ titan dioxit.
Đồ gốm Nhữ có lẽ là "đồ gốm quan" đầu tiên được triều đình đặc biệt đặt mua. Một trong những công việc thông thường của quan viên nội cung dường như là xem xét lượng lớn "các đồ sứ cống tiến" do các tỉnh làm đồ gốm cống tiến cho triều đình như một hình thức thuế. Họ giữ lại những gì vua và nội cung muốn và phân phối phần còn lại dưới dạng quà tặng xa hoa của vua cho các quan viên, các đền miếu và các vị vua ngoại quốc, và có lẽ cũng đem bán một số ra bên ngoài. Việc sản xuất kết thúc khi các lò nung gốm bị đội quân của nhà Kim xâm lược và lật đổ triều đại Bắc Tống cuối thập niên 1120 (hoặc một thời gian ngắn trước đó) chiếm đóng, nhưng đồ gốm Nhữ vẫn nổi tiếng và được săn đón nhiều.

## Đặc trưng

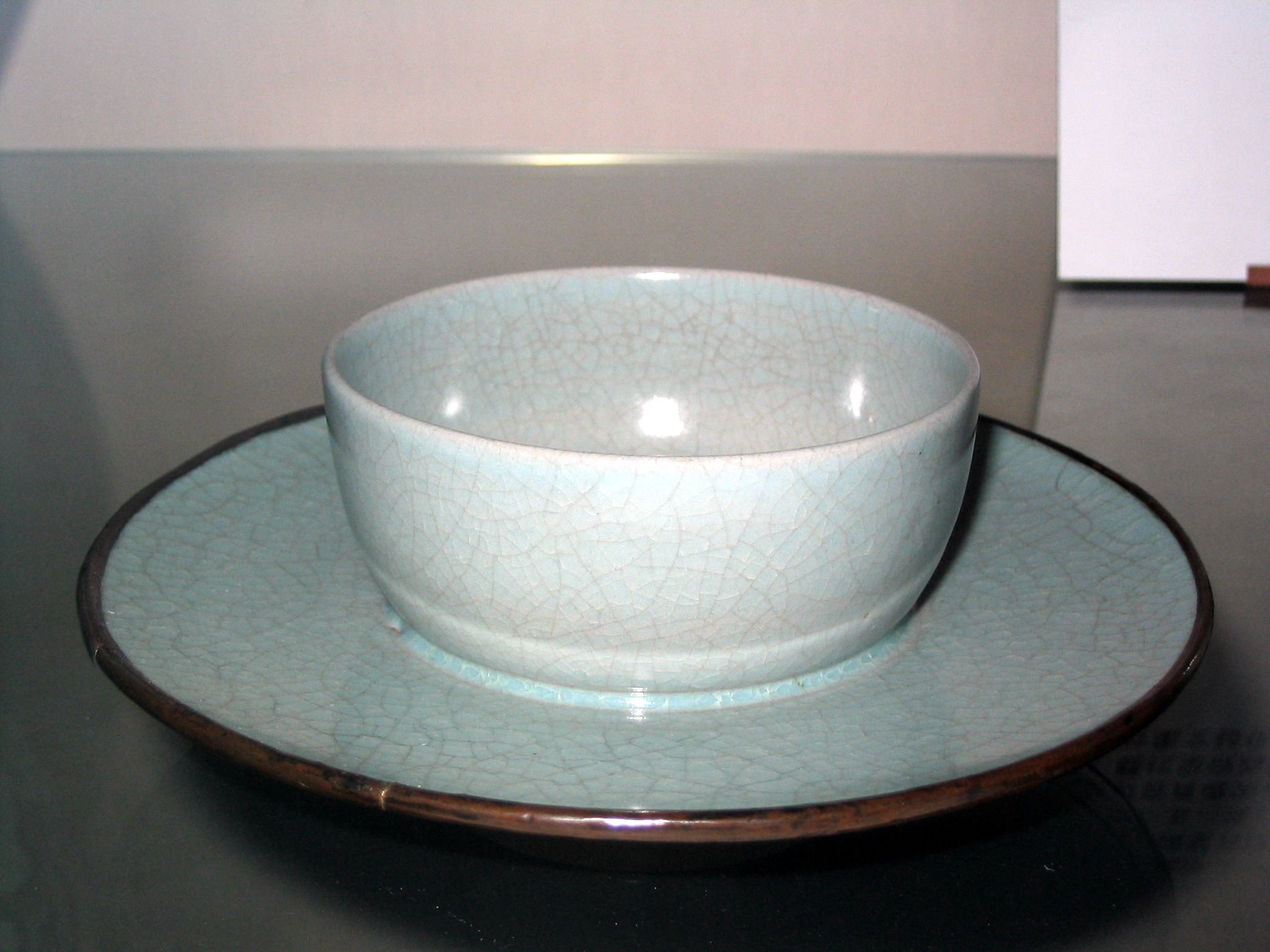
Đĩa đựng chén với minh văn dưới đáy Thọ Thành điện (壽成殿), Bảo tàng Victoria và Albert.

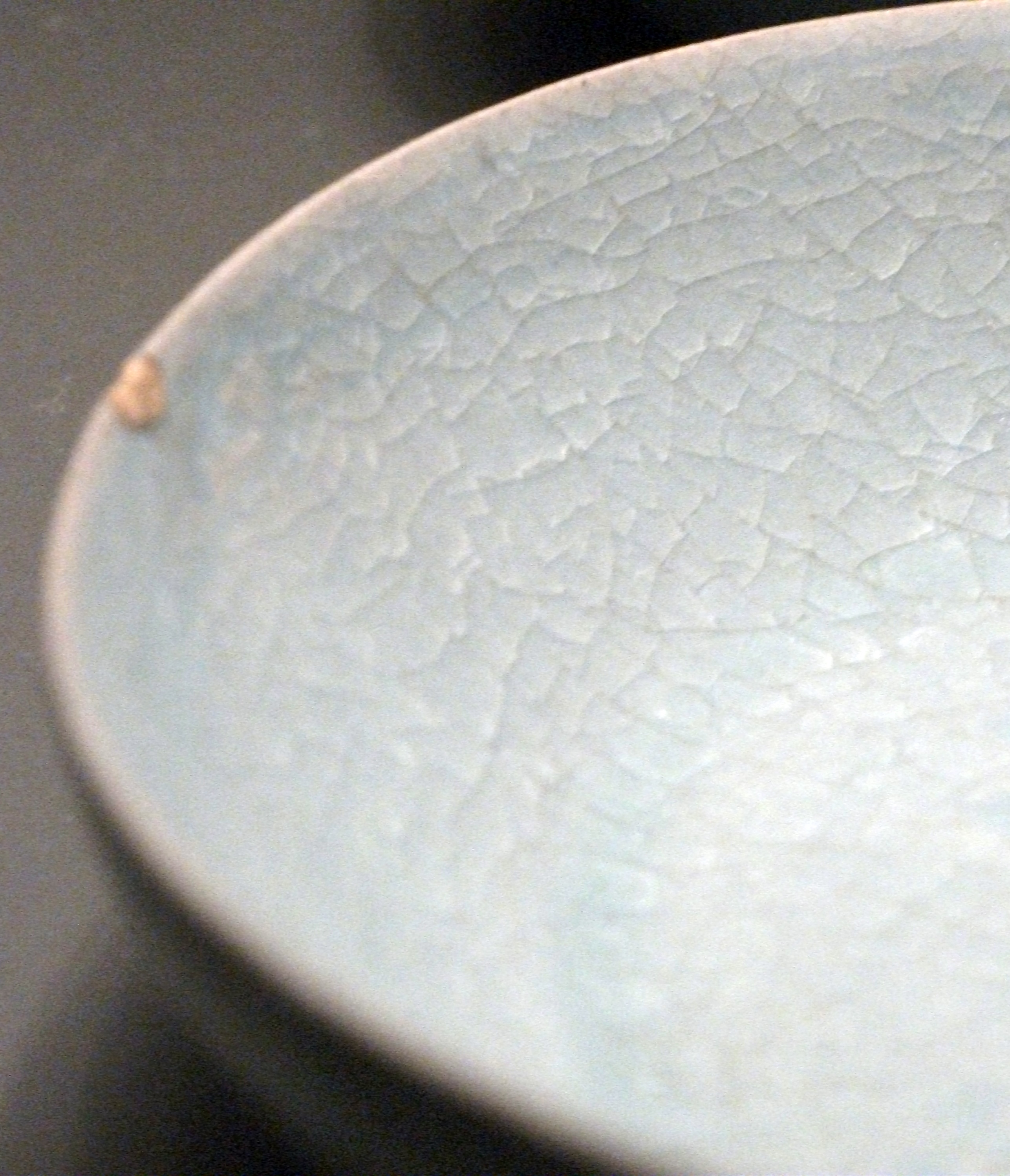
Hình chụp gần lớp men rạn.

Các hiện vật chủ yếu là vật dụng nhỏ, dùng để uống, dùng ở bàn của các học giả, để đốt hương/trầm, hay các đồ đựng nhỏ. Có một vài "chậu thủy tiên" hình bầu dục, được người ta cho là để trồng hoa thủy tiên. Nhiều hiện vật có lớp men rạn hay vết nứt tinh tế, mặc dù có một số bằng chứng cho thấy các hiện vật được ngưỡng mộ nhất là những vật không có lớp men rạn này, và hiệu quả này không phải là cố ý. Những hình dạng nào không phải là dạng đồ gốm đơn giản cho thấy sự bắt nguồn từ các đồ vật làm từ các vật liệu khác, như đồ kim loại hoặc đồ sơn mài, ví dụ như đĩa đựng cốc/chén không đáy, là hình dạng phổ biến ở cả hai loại vật liệu này. Hầu hết các hình dạng đều có "gờ chân được xác định rõ ràng, hơi loe ra". Rất ít hiện vật có trang trí, với "hoa văn in dấu nhẹ".
Men được tráng thành nhiều lớp, duy trì sự che phủ trên các gờ ở phía trên và phía dưới của các hiện vật, khác với với đồ sứ Định cạnh tranh là sản phẩm được nung úp ngược và như thế với phần gờ thô không tráng men, thường được bao phủ bằng một dải kim loại. Thay vì thế, đồ gốm Nhữ được tách khỏi bề mặt lò nung bằng cách được đặt trên giá đỡ (chi đinh) là ba hoặc năm cựa hoặc chĩa nhỏ, có lẽ làm bằng kim loại, để lại những đốm nhỏ hình bầu dục không được tráng men được gọi là "chi ma" (hạt vừng) ở mặt bụng. Vì thế mà có thuật ngữ "chi đinh chi ma" (芝麻支釘). Màu sắc của các hiện vật thì thay đổi nhiều và được các học giả Trung Quốc phân loại là "thiên thanh" (xanh da trời), "phấn thanh" (xanh lam nhạt) và "noãn thanh" (xanh lam trứng [ngỗng]), trong các trường hợp đều sử dụng từ thanh (青) trong tiếng Trung, có thể bao hàm cả màu xanh lam và xanh lục.
Kỹ thuật tráng men "toàn bộ" này dường như đã được phát minh tại các lò gốm Nhữ và làm tăng độ giống của đồ gốm với ngọc, luôn là chất liệu danh giá nhất trong nghệ thuật Trung Hoa. Một yếu tố khác trong sự giống nhau này là "kết cấu men bóng và dày", được mô tả là "giống như mỡ hòa tan chứ không chảy", Loại ngọc được ngưỡng mộ nhất được biết đến với tên gọi "dương chi ngọc" (羊脂玉) hoặc "dương chi bạch ngọc" (羊脂白玉); nghĩa đen là ngọc mỡ cừu.
Kiểm tra các mảnh vỡ đã khai quật cho thấy phần xương gốm bằng đất sét nung có màu xám sáng hay trắng ánh xám, đôi khi giống như màu tro hương hay tro trầm. Mặc dù là đồ sành theo tiêu chí phương Tây (không phải là một thể loại đồ gốm được công nhận trong tư duy Trung Hoa truyền thống, Tôn Tân Dân gọi chúng là "đồ sứ"; Sotheby's (2012), Bảo tàng Anh và một số tác giả khác gọi chúng là đồ sành); các hiện vật gốm này được nung ở nhiệt độ tương đối thấp và chưa được thủy tinh hóa hoàn toàn, hấp thụ nước với tốc độ "khá cao". Phần xương gốm cũng không có khuyết tật gì khi được kiểm tra bằng kính lúp. Vì nó gần như được lớp men che phủ hoàn toàn nên những vấn đề này không làm giảm giá trị của các đồ gốm này. Một số chuyên gia lưu ý rằng phần xương gốm thực sự có thể được coi là đồ đất nung, mặc dù nó luôn được giới học giả phương Tây phân loại là đồ sành, vì có liên quan đến các đồ gốm men ngọc phương Bắc khác - nói theo kiểu Trung Quốc thì gọi là đồ gốm "cao lửa", thường được dịch thành đồ sứ.
87 hiện vật được Regina Krahl liệt kê năm 2017 được sắp xếp thành 20 loại hình dạng khác nhau. Nhiều nhất trong số này là bát tròn rửa bút lông (33), với tổng số bát rửa bút lông là 38. Có 25 đĩa và 5 bình với nhiều hình dạng khác nhau, 6 chậu thủy tiên, với giá đỡ và những hiện vật khác chiếm phần còn lại.

## Di chỉ lò nung
Một nhóm gồm 15 lò nung gốm tại thôn Thanh Lương Tự (tọa độ 33°55′30″B 112°51′42″Đ / 33,925°B 112,86167°Đ), trấn Đại Doanh, huyện Bảo Phong, địa cấp thị Bình Đỉnh Sơn, tỉnh Hà Nam đã được xác định là nơi sản xuất đồ gốm Nhữ. Chúng được phát hiện lần đầu năm 1950, và năm 1977 sử gia nghệ thuật gốm sứ Diệp Triết Dân (叶喆民, 1924-2018) đã tìm thấy một mảnh gốm vỡ tại di chỉ này khi được phân tích thì hoàn toàn đồng nhất với mẫu đồ gốm Nhữ lưu giữ tại Bắc Kinh. Điều này đã được xác nhận do địa điểm này đã được khai quật bắt đầu từ năm 1987, với khu vực nhà xưởng và lò "gốm quan" được phát hiện vào năm 2000 trong giai đoạn khai quật lần thứ sáu.
Tổng cộng khu vực này có diện tích 250.000 mét vuông, "với các lò gốm phân bố dày đặc khắp nơi". Khi chúng được khai quật, rõ ràng là chúng cũng từng sản xuất một lượng lớn đồ gốm khác, ít hơn, bao gồm gốm màu đen và gốm ba màu (tam thái), và "một lượng đáng kể đồ gốm Nhữ được chạm khắc có chất lượng kém hơn", không có đại diện trong số các hiện vật còn sót lại. Ngoài kiểu dáng cuối cùng này ra thì các kiểu dáng khác đó thường không được gọi là "đồ gốm Nhữ" mà thuộc về nhóm các đồ gốm khác của miền bắc Trung Quốc đương thời.
Các cuộc khai quật cũng tìm thấy những mảnh vỡ có chất lượng "gốm quan", nhưng có hình dạng phức tạp hơn so với những hiện vật nguyên vẹn còn sót lại. Chúng có thể là những mẫu thử chưa được đưa vào sản xuất. Cũng có những mảnh được trang trí theo các kỹ thuật men ngọc thông thường và điều này cũng không tìm thấy ở những hiện vật hoàn chỉnh còn sót lại. Năm 2001, di chỉ Thanh Lương Tự đã được liệt kê trong danh lục di tích lịch sử văn hóa được bảo tồn cấp toàn quốc lần thứ 5 của Trung Quốc.

### Di chỉ ngõ Trương Công
Năm 2004, người ta tiến hành khai quật khu vực lò gốm với quy mô hẹp hơn, chỉ 3.600 mét vuông tại ngõ Trương Công (張公巷, Trương Công hạng) ở đông nam thành cổ Nhữ Châu. Tuy nhiên, cho tới nay người ta vẫn chưa thống nhất về việc khu vực này có phải là nơi sản xuất đồ gốm Nhữ thời Bắc Tống hay là nơi sản xuất đồ gốm quan thời nhà Kim.
Năm 2006, di chỉ này cũng đã được liệt kê trong danh lục di tích lịch sử văn hóa được bảo tồn cấp toàn quốc lần thứ 6 của Trung Quốc.

## Niên đại

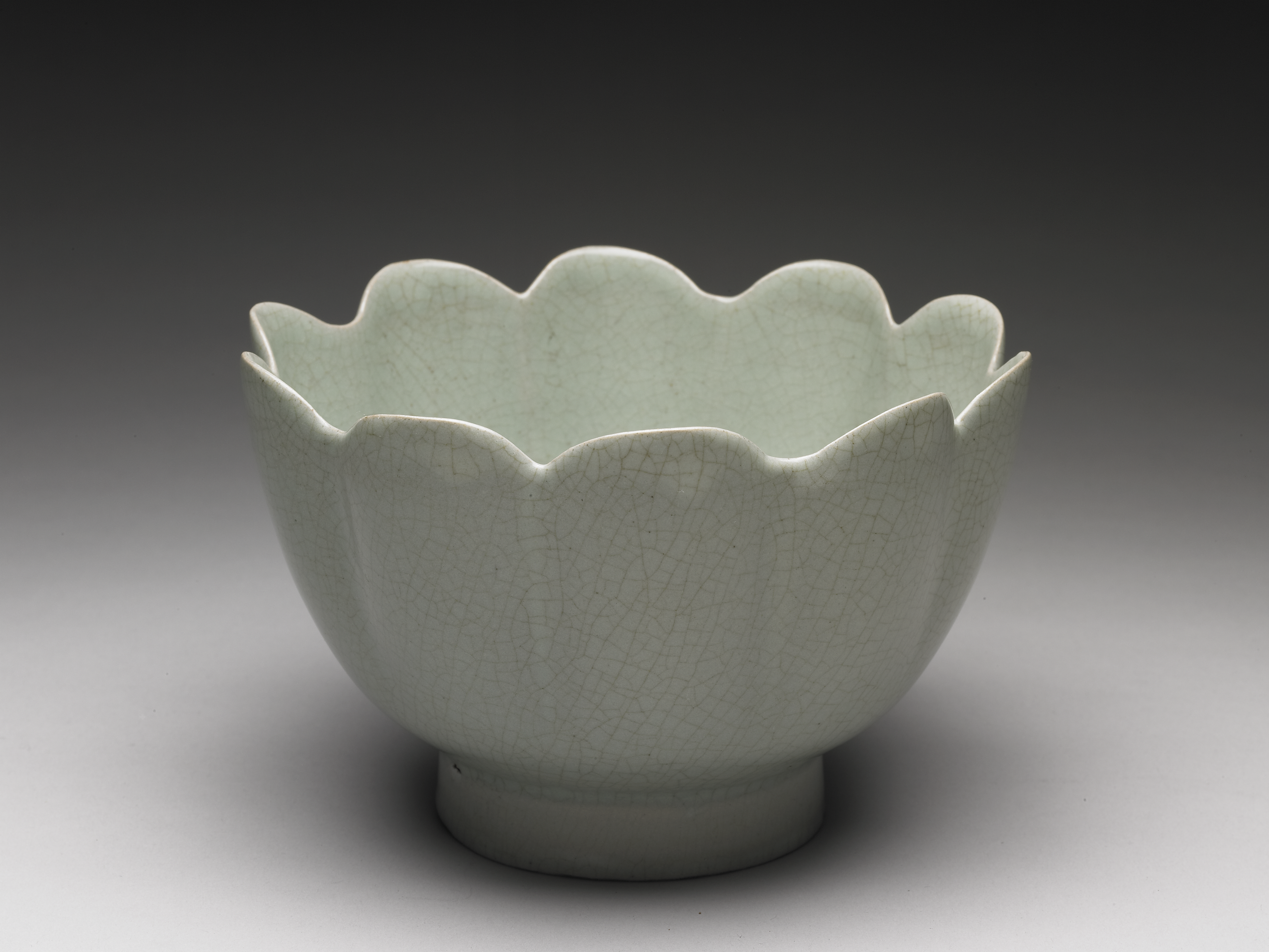
Bát giữ ấm hình hoa sen với men rạn màu xanh lục ánh lam sáng, Bảo tàng Cố cung Quốc gia.

Ba chiếc bát màu ánh xanh lục tại Bảo tàng Thượng Hải. Loại này thường được mô tả như là bát/đĩa rửa bút lông. Lưu ý tới 5 dấu "chi ma" ở phần đáy lộn ngược.

Vào năm 2012, một ghi chú trong danh lục của Sotheby's cho biết "Mặc dù thời gian chính xác của việc sản xuất đồ gốm Nhữ vẫn đang bị tranh cãi, nhưng tất cả các học giả đều đồng ý rằng nó chỉ được làm trong một khoảng thời gian cực kỳ ngắn. Chuyên gia gốm sứ của Bảo tàng Cố cung Trần Vạn Lý (陳萬里, 1892-1969) dựa theo Tuyên Hòa phụng sứ Cao Ly đồ kinh (宣和奉使高麗圖經) của Từ Căng (徐兢, 1091-1153) và Thản Trai bút hành (坦齋筆衡) của Diệp Trí (葉寘, khoảng đầu thế kỷ 13) đề xuất khoảng thời gian 20 năm, từ năm 1086 đến 1106; mặc dù một số học giả cho rằng nó được sản xuất trong khoảng thời gian dài hơn một chút". Sử gia nghệ thuật kiêm nhà Hán học người Anh Jessica Rawson cho rằng khoảng thời gian này là "từ năm 1107 đến năm 1125". Phó giáo sư kiêm giám tuyển viên hiện vật nghệ thuật Trung Hoa của Bảo tàng Ashmole Shelagh Vainker thì cho rằng khoảng thời gian này là "khoảng 40 năm". Bảo tàng Anh thì cho rằng "hai mươi hoặc có lẽ là bốn mươi năm, từ 1086 tới 1106 hoặc 1125". Nó chỉ được sản xuất dưới thời Tống Huy Tông (1100–1126) và có lẽ cả dưới thời vị hoàng đế tiền nhiệm là Tống Triết Tông (1085–1100). Tống Huy Tông dường như là vị vua có sự quan tâm và sở thích cá nhân với đồ gốm sứ.
Sau khi Huy Tông thoái vị thì thời kỳ Bắc Tống đã kết thúc với những kẻ xâm lược từ phía bắc tràn xuống, và Huy Tông cùng người kế vị ông là Tống Khâm Tông đã bị bắt trong cuộc Chiến tranh Kim–Tống thảm khốc vào cuối thập niên 1120. Người con trai thứ chín của Huy Tông chạy về phía nam và lập ra Nam Tống với tư cách là Hoàng đế Cao Tông (1127–1163), nhưng các lò gốm Nhữ khi đó đã nằm trong lãnh thổ của kẻ thù, và việc sản xuất đồ gốm Nhữ ngừng lại, nếu như điều này chưa được thực hiện trước đó. Các lò gốm bị bỏ hoang và thợ gốm tản mác. Người ta đã ghi lại rằng một món quà gồm 16 vật chia theo từng hạng mục được Thanh Hà quận vương Trương Tuấn (張俊, 1086-1154) dâng lên Cao Tông vào năm 1151; một con số khá nhỏ theo tiêu chuẩn hoàng gia, gợi ý về sự khan hiếm của chúng. Nguồn này cũng ghi rằng vào năm 1179, vị thái thượng hoàng già cả này đi dạo trong một khu vườn, và một chiếc bình gốm Nhữ được đặt ở đó để ông chiêm ngưỡng. Ở phương nam, một hình thức của đồ gốm Quan chính thức, có màu xanh lục nhiều hơn là màu xanh lam, dường như đã có vai trò như là sự thay thế hơi không tương xứng cho triều đình.
Ngày tháng sản xuất đã bị nhầm lẫn từ lâu bởi một đĩa thử nghiệm giả mạo trong Bộ sưu tập Percival David. Nó là một chiếc vòng hình tròn dẹt, đường kính 8,9 cm, với dòng chữ khẳng định rằng nó là "mẫu thử đầu tiên", được phối liệu và nung dưới sự giám sát của thiếu giám nội thị phủ Tiêu Phúc (蕭福) kiêm giám quan lò gốm sứ Nhữ Châu vào ngày 15 tháng 3 năm Đại Quan thứ nhất (ngày 9 tháng 4 năm 1107). Luôn bị nhiều học giả coi là rất đáng ngờ và hiện nay thường được đồng thuận coi là đồ giả, nó có lẽ là sản phẩm trong nửa đầu thế kỷ 20.

## Sưu tập và mô phỏng

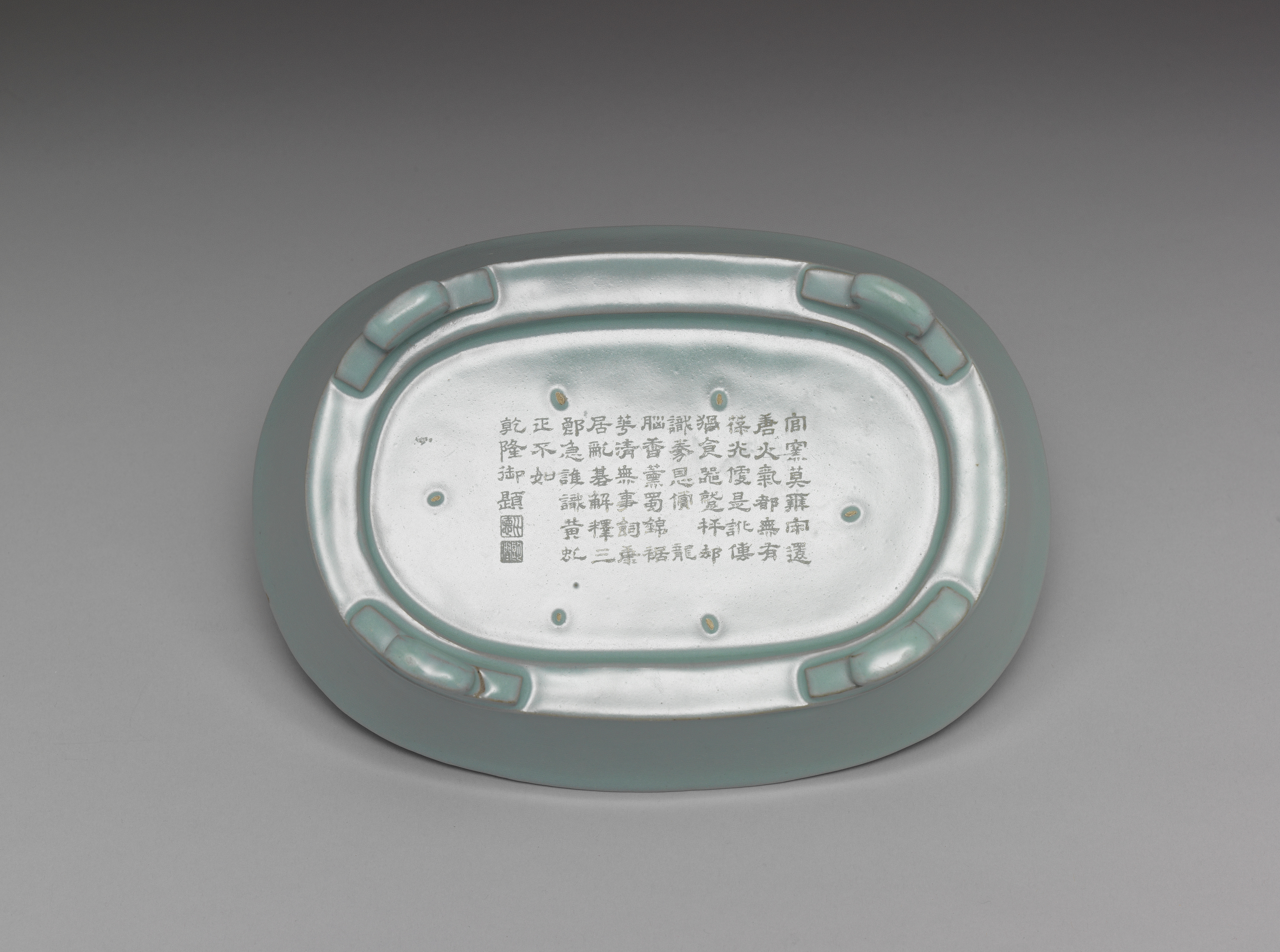
Chậu thủy tiên với đáy đề bài thơ của Càn Long. Bảo tàng Cố cung Quốc gia, Đài Bắc.

Các hiện vật gốm Nhữ dường như rất hiếm ngay cả trong thời gian chúng được sản xuất, và đã giữ nguyên như vậy, như nhiều học giả Trung Hoa đã viết. Hoàng đế Càn Long (1736-1795), một nhà sưu tập đam mê, chắc hẳn đã từng sở hữu ít nhất một nửa số hiện vật còn sót lại, đã mô tả chúng trong một bài thơ là "như sao buổi sớm" (椀則晨星見一二, oản tắc thần tinh kiến nhất nhị). Khi lùi xa theo thời gian thì danh tiếng của chúng gần như trở thành huyền thoại, mặc dù nhiều học giả ca ngợi chúng có thể chưa bao giờ từng được nhìn thoáng qua những hiện vật này.
Tuy nhiên, sau đồ gốm Quan thì dường như không có nỗ lực mô phỏng chúng ở Trung Quốc cho đến thế kỷ 18, khi dưới thời Hoàng đế Ung Chính (1723–1735), chúng đã được sao chép trong đồ gốm ngự dụng Cảnh Đức Trấn, với các hiện vật từ bộ sưu tập hoàng cung được gửi đến Cảnh Đức Trấn để sao chép. Chúng được gọi là đồ gốm "kiểu Nhữ". Hoàng đế Càn Long đã đề thơ trên một vài hiện vật. Càn Long cũng từng ra lệnh cho quan giám sát sản xuất gốm sứ (đốc đào quan) là Đường Anh (唐英, 1682-1756) dựa theo phương thức sản xuất của gốm Nhữ để mô phỏng chúng.
Mô phỏng trong đồ gốm Cao Ly bắt đầu không lâu sau khi đồ gốm Nhữ được sản xuất, với các hiện vật của gốm Cao Ly trong một thời gian dài thường bị nhầm lẫn với các hiện vật gốc của Trung Quốc.

## Các bộ sưu tập

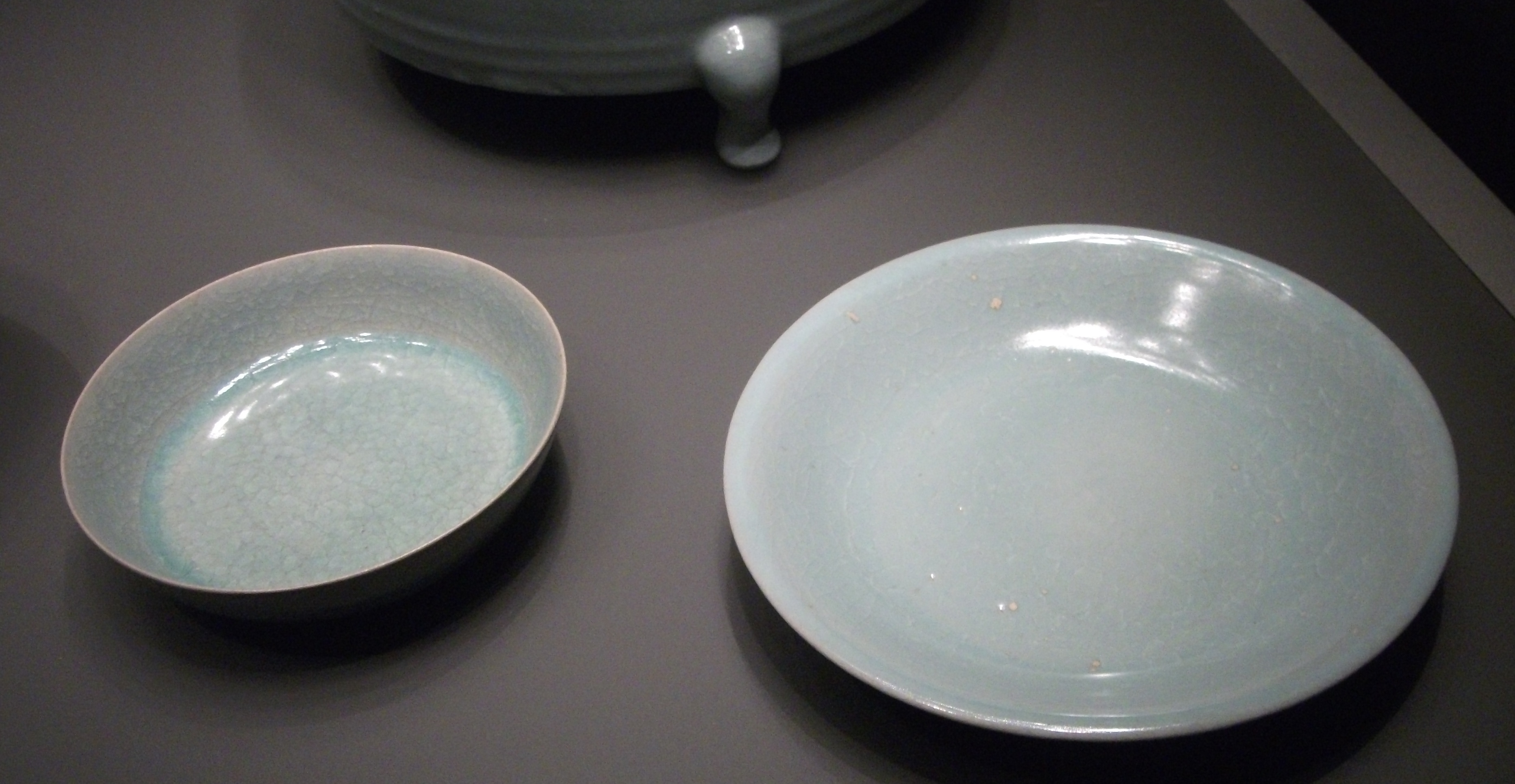
Hai chiếc bát trong bộ sưu tập Percival David.

Năm 2012, Sotheby's đã xác định được 79 hiện vật hoàn chỉnh còn tồn tại, và danh sách sửa đổi của Regina Krahl cho đợt chào bán đồ gốm Nhữ tiếp theo của họ vào năm 2017 đã tăng con số này lên 87; Bảo tàng Cố cung đã đưa ra một danh sách khác vào năm 2015 với tổng số 90 hiện vật trong các bộ sưu tập khác nhau trên khắp thế giới, bao gồm một số bị hư hại trong trận hỏa hoạn năm 1923; Krahl đã thêm và bớt một số hiện vật từ danh sách này. Hiện nay cũng có nhiều mảnh vỡ được tìm thấy tại khu vực lò nung gốm. Các bộ sưu tập lớn nhất, theo danh sách của Sotheby's là: 
- 21 hiện vật tại Bảo tàng Cố cung Quốc gia, Đài Bắc.
- 17 hiện vật tại Bảo tàng Anh, London (bao gồm cả bộ sưu tập Percival David).
- 15 hiện vật tại Bảo tàng Cố cung, Bắc Kinh.
- 8 hiện vật tại Bảo tàng Thượng Hải.
- 2 hiện vật tại Bảo tàng Röhsska, Göteborg, Thụy Điển.
- 1 hiện vật tại mỗi bảo tàng sau: 
  - Bảo tàng Quốc gia Trung Quốc, Bắc Kinh.
  - Bảo tàng Thiên Tân, Thiên Tân.
  - Bảo tàng gốm sứ mĩ thuật phương Đông, Osaka, Osaka.
  - Bảo tàng Nghệ thuật Hồng Kông, Hồng Kông.
  - Bảo tàng Nghệ thuật Cleveland, Cleveland.
  - Bảo tàng Nghệ thuật Philadelphia, Philadelphia.
  - Bảo tàng Nghệ thuật Saint Louis, St. Louis, Missouri.
  - Bảo tàng Victoria và Albert, London.
  - Bảo tàng Ashmole, Oxford.

Số lượng hiện vật được công nhận đã tăng lên đáng kể từ đầu thế kỷ 20, chủ yếu là từ các hiện vật trong các bộ sưu tập được nhận dạng và xác định hơn là từ các hiện vật không được biết đến trước đó xuất hiện. Godfrey St George Montague Gompertz (1904-1992) đã đưa ra danh sách tổng cộng 31 hiện vật bên ngoài Trung Quốc trong ấn bản đầu tiên năm 1958, nhưng đã sửa lại thành 61 hiện vật bao gồm cả những hiện vật ở Trung Quốc trong ấn bản lần hai năm 1980; ngay cả trong số các viện bảo tàng thì kiểm đếm và số lượng có phần khác với danh sách mà Sotheby's đưa ra năm 2012. Điều này dựa trên danh sách của Degawa Tetsuro trong một danh lục triển lãm năm 2009, với một số bổ sung. Sự thống nhất về số lượng hiện vật vẫn chưa đạt được. Năm 2014, người ta cho rằng một chiếc bát gốm Nhữ đã được xác định trong bộ sưu tập của Bảo tàng Gốm sứ Princessehof ở Leeuwarden, Hà Lan. Hiện vật này được đưa vào danh sách của Regina Krahl năm 2017. Một hiện vật dường như không xuất hiện trong bất kỳ danh sách nào đã được Bảo tàng Nghệ thuật Cincinnati xác định là "đồ gốm Nhữ" vào năm 2016. Bảo tàng Hà Nam có một chiếc bình với trang trí mà người ta nói rằng nó được khai quật vào năm 1987 tại khu lò gốm Thanh Lương Tự. Một dự án nghiên cứu tại Bộ sưu tập Nghệ thuật bang Dresden đã dẫn đến việc xác định một chiếc bát gốm Nhữ trong bộ sưu tập đồ sứ vào năm 2021.

### Triển lãm
Năm 2016, một cuộc triển lãm tại Bảo tàng Cố cung Bắc Kinh bao gồm 29 hiện vật hoàn chỉnh, cộng với 4 hiện vật được phục dựng lại từ một lăng mộ và nhiều mảnh vỡ từ quá trình khai quật. 30 hiện vật "kiểu Nhữ" muộn hơn cũng được trưng bày. Bảo tàng Cố cung Quốc gia ở Đài Bắc cũng có một cuộc triển lãm vào năm 2006–2007. Cả hai đều bao gồm các hiện vật mượn từ Bảo tàng Anh và các bảo tàng khác, nhưng cho đến nay các bộ sưu tập của Đài Bắc và Bắc Kinh vẫn chưa có một cuộc triển lãm chung nào.

## Giá trị trên thị trường nghệ thuật, đồ cổ
Vào ngày 4 tháng 4 năm 2012, Sotheby's Hồng Kông đã bán một chiếc bát rửa bút lông, có bề ngang 13,6 cm tại miệng, 8,5 cm tại đế, cao 3,7 cm và nặng 150 g, là một chiếc trong đôi với chiếc bát trong Bảo tàng Anh, với giá 207.860.000 HKD (26,7 triệu USD), khi đó là một kỷ lục đấu giá đối với gốm sứ thời Tống. Nó từng nằm trong bộ sưu tập Nhật Bản, sau đó thuộc về bộ sưu tập của ông bà Alfred Clark ở London. Ngày 2 tháng 10 năm 2017, một chiếc đĩa rửa bút lông bằng gốm Nhữ với kích thước rộng 13 cm (5 inch) đã lập kỷ lục đấu giá mới cho đồ gốm sứ Trung Hoa tại Sotheby's Hồng Kông, đạt mức giá 294,3 triệu HKD, khoảng 37,7 triệu USD.

## Thư viện ảnh

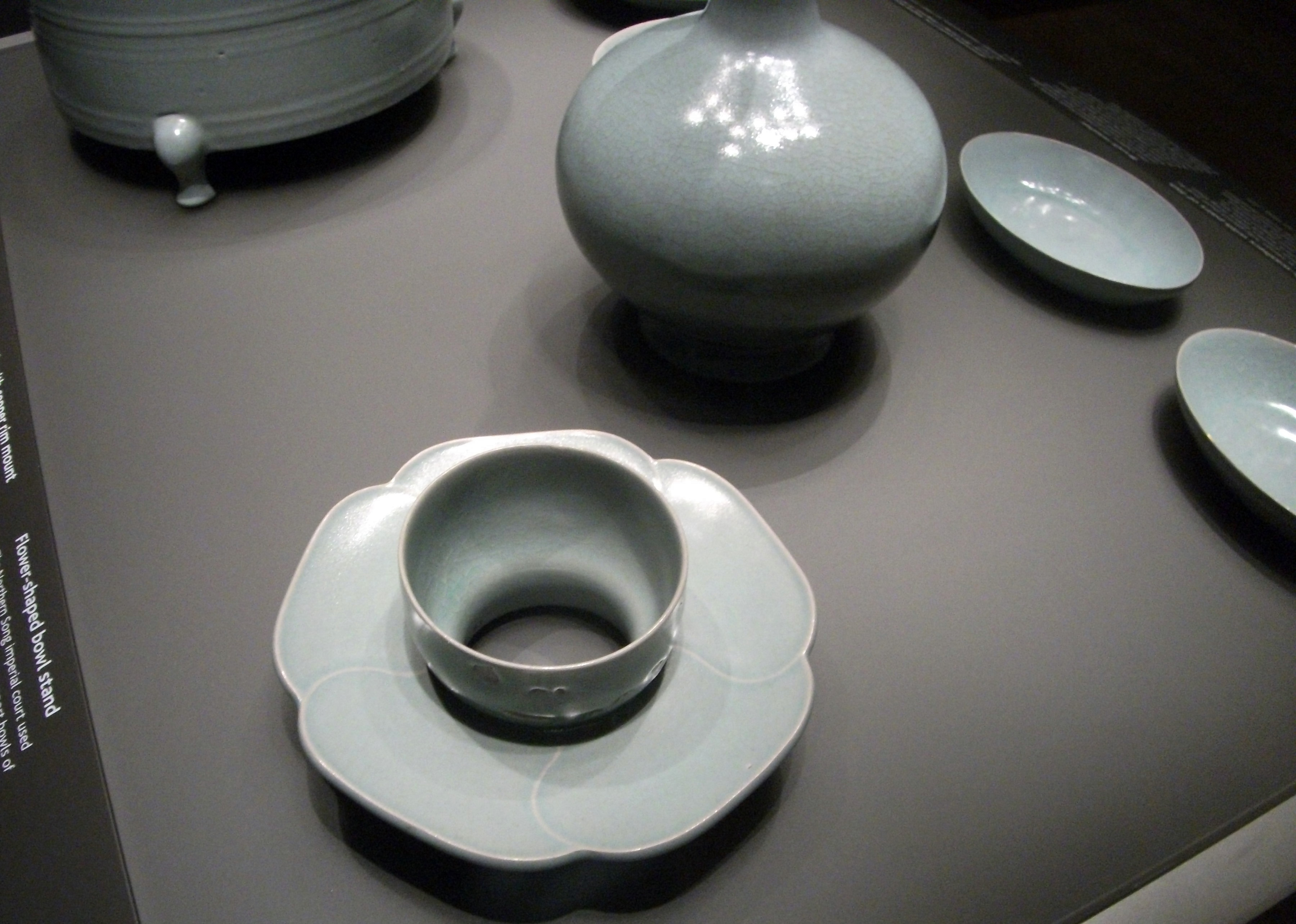
Bộ sưu tập Percival David, Bảo tàng Anh.
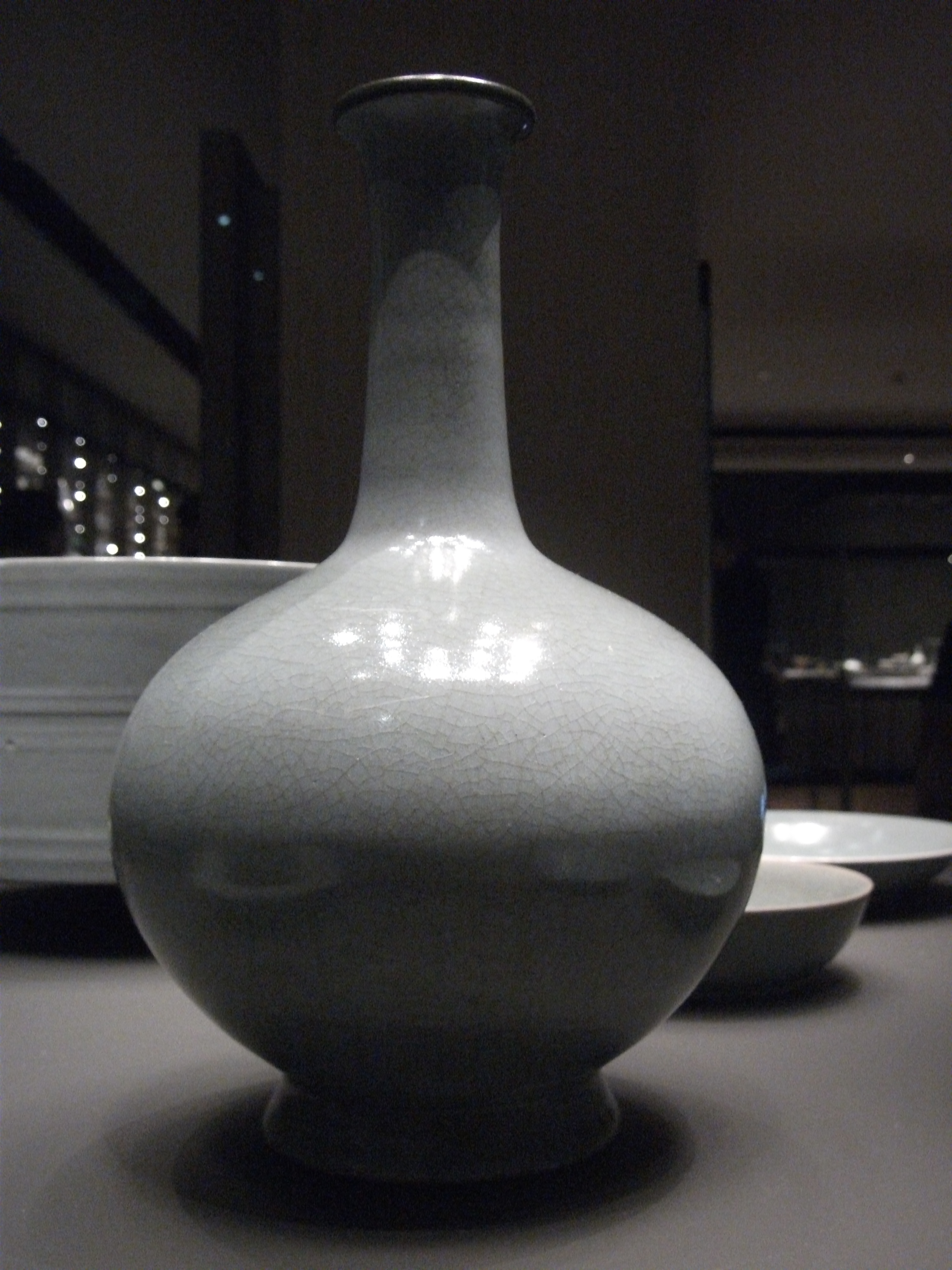
Bộ sưu tập Percival David, Bảo tàng Anh.
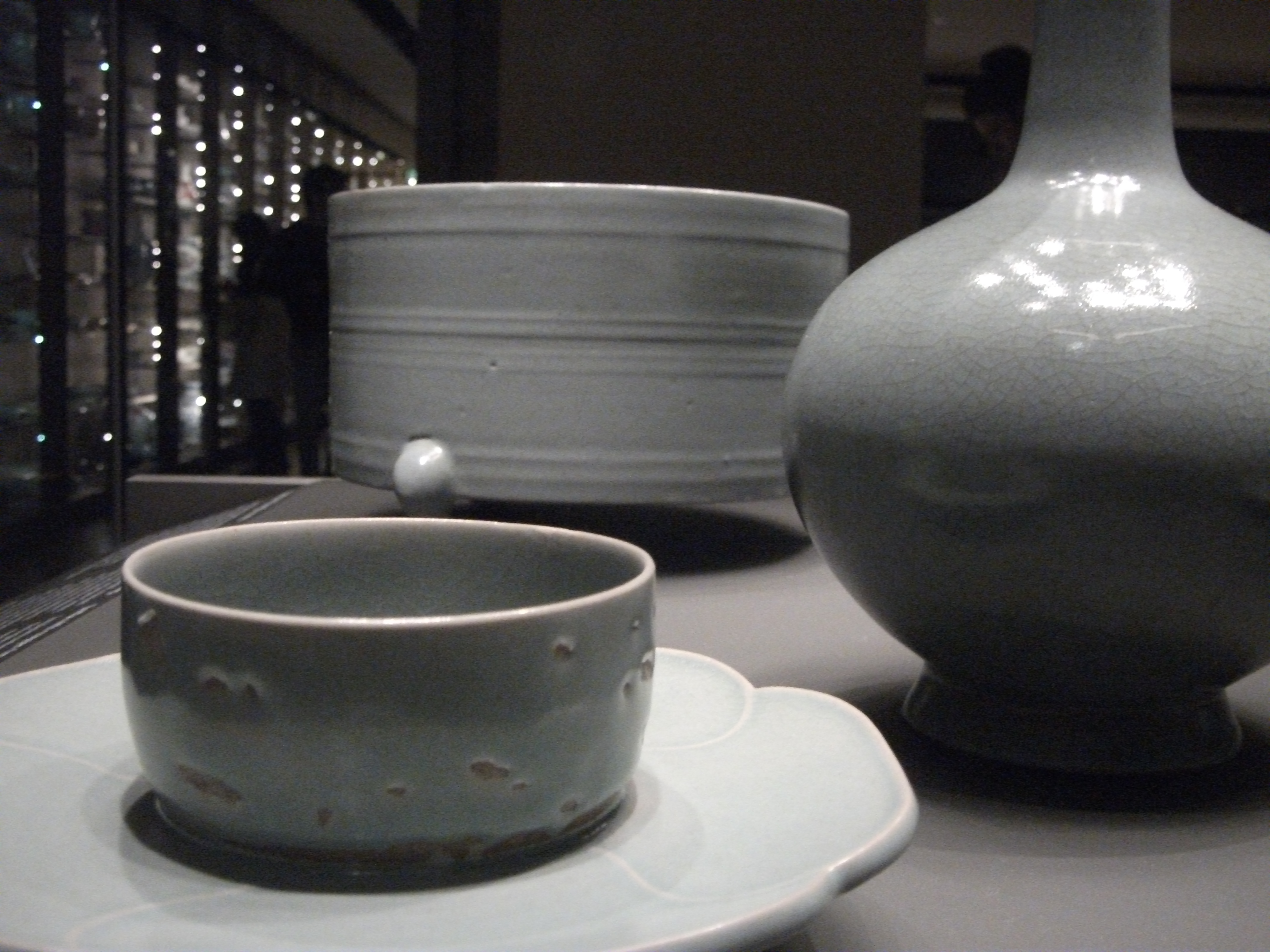
Bộ sưu tập Percival David, Bảo tàng Anh.
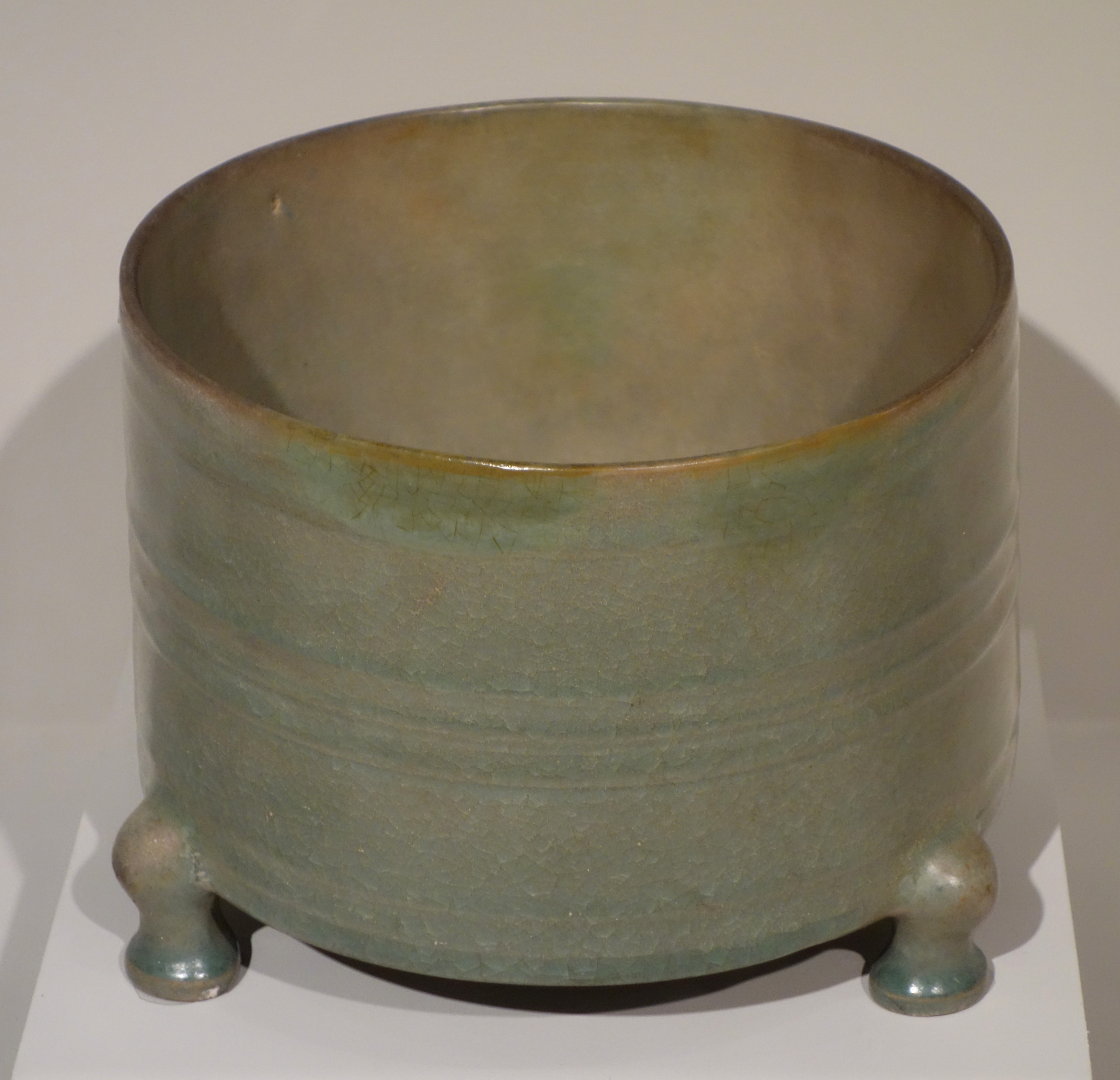
Chậu ba chân, Bắc Tống, Bảo tàng Nghệ thuật Cincinnati Art (Không liệt kê trong danh sách năm 2012 của Sotheby's).
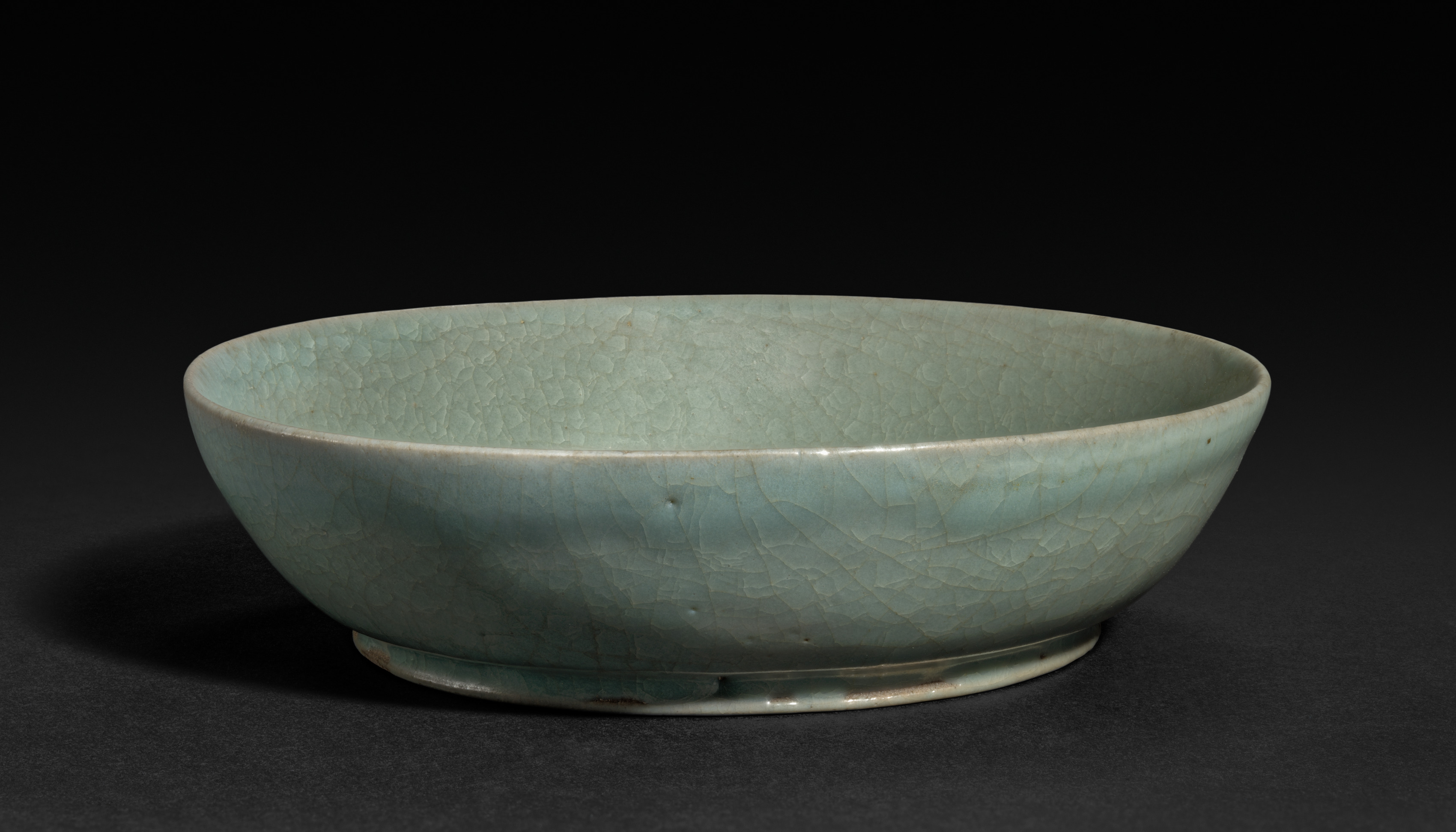
Bát, Bảo tàng Nghệ thuật Cleveland
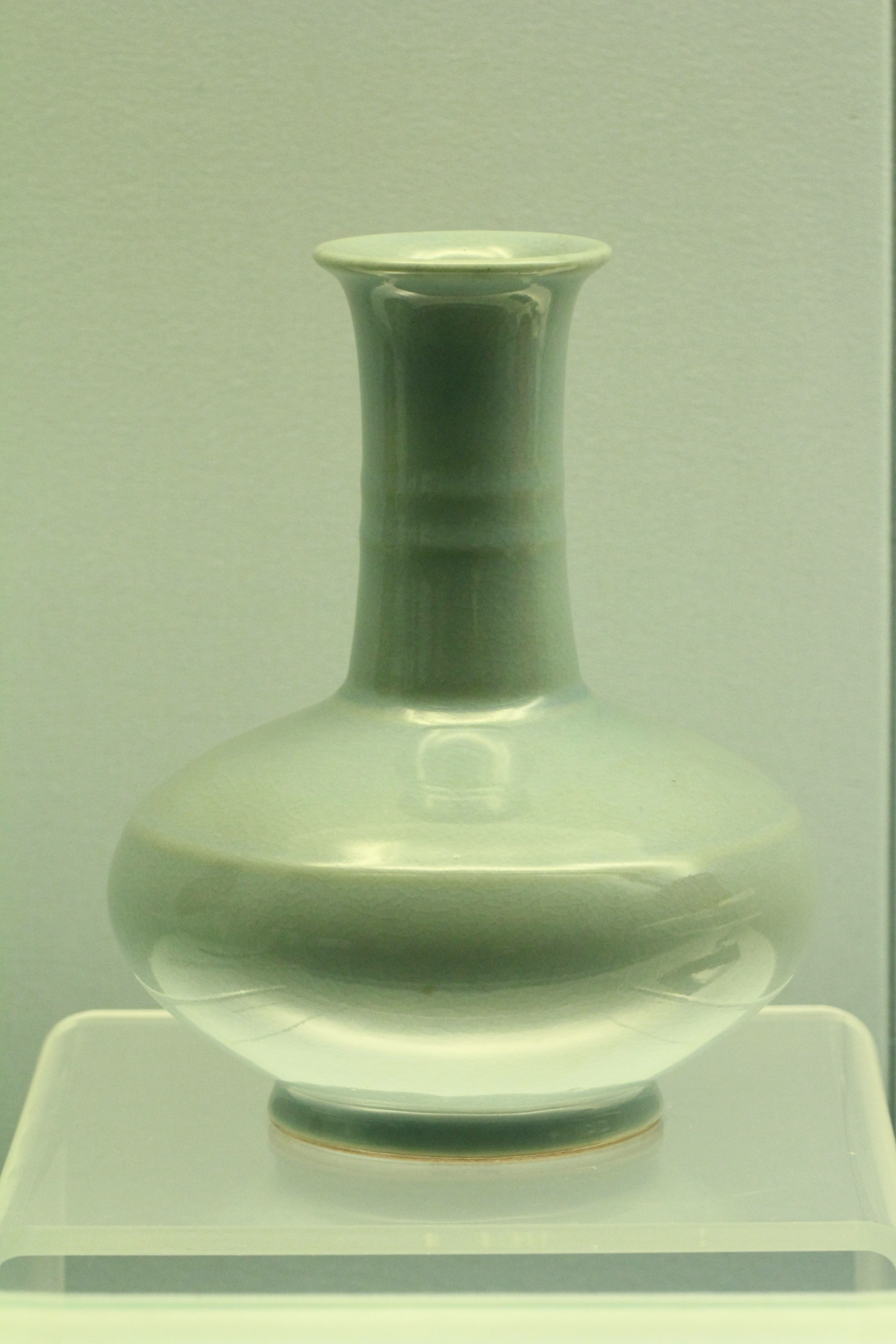
Bình cổ ngỗng "kiểu Nhữ", mô phỏng trong đồ gốm Cảnh Đức Trấn, thời Ung Chính.